# Cayo Marcio Rútilo Censorino
Cayo o Gayo Marcio Rútilo Censorino  fue un político y militar romano de los siglos IV y III a. C. perteneciente a la gens Marcia. Alcanzó la censura en dos ocasiones.

## Familia
Censorino fue miembro de los Marcios Censorinos, una rama familiar de la gens Marcia. Fue hijo de Cayo Marcio Rútilo.

## Carrera pública
Fue cónsul en el año 310 a. C. con Quinto Fabio Máximo Ruliano. Mientras su colega estaba en campaña en Etruria, Rútilo condujo la guerra en el Samnio, donde tomó la ciudad de Allifae. Durante una batalla con los samnitas, en la que probablemente fue derrotado, Tito Livio indica que Censorino fue herido y uno de sus legados y varios tribunos militares fueron muertos. No obstante el patavino añada que la batalla acabó en empate.
En el año 300 a. C., siguiendo la Ley Ogulnia, fue nombrado pontífice y augur.
Fue censor en dos ocasiones, primero en 294 a. C. junto a Publio Cornelio Arvina y después en 265 a. C. junto con Cneo Cornelio Blasión. Fue la única vez en que se produjo iteración en la censura.